# Lithophane ferrealis
Lithophane ferrealis là một loài bướm đêm trong họ Noctuidae.